# دانييل موراليس
دانييل موراليس (بالإسبانية: Heriberto Morales) (10 مارس 1975 في المكسيك - ) هو لاعب كرة قدم مكسيكي في مركز الدفاع. شارك مع منتخب المكسيك لكرة القدم. أما مع النوادي، فقد لعب مع نادي تشياباس ونادي غوادالاخارا ونادي مونتيري ونادي موريليا الرياضي.

## وصلات خارجية
- دانييل موراليس على موقع قاعدة بيانات كرة القدم.إي يو (الإنجليزية)
- دانييل موراليس على موقع ناشيونال فوتبول تيمز (الإنجليزية)